# سامانی (زهک)
سامانی، روستایی از توابع بخش خمک شهرستان زهک در استان سیستان و بلوچستان ایران است.
و این روستا در فاصله ی 2 کیلومتری غرب زهک  و۲۰  کیلومتری جنوب شرقی شهرستان زابل و  40 کیلومتری جنوب غرب شهرستان تازه تاسیس هیرمند قرار دارد.
این روستا از شمال به جاده ترانزیتی میلک- چابهار ، ازجنوب به رودخانه سیستان،از شرق به مرکز تحقیقات کشاورزی و ایستگاه تحقیقات هواشناسی زهک و از غرب به یک آبادی که ساکنان آن در گذشته های دور از روستای سامانی کوچ کرده اند ختم میشود.

## جمعیت
این روستا در دهستان خمک قرار دارد و براساس سرشماری مرکز آمار ایران در سال ۱۳۹۵، جمعیت آن ۱۳۱ نفر (۳۸ خانوار) بوده‌است.